# الوادي (جبلة)

تعديل مصدري - تعديل

الوادي محلة تابعة لقرية عرشان، التابعة لعزلة المكتب بمديرية جبلة إحدى مديريات محافظة إب في الجمهورية اليمنية، بلغ تعداد سكانها 315 حسب تعداد اليمن لعام 2004.